# Presidente da Polônia
O Presidente da Polônia (português brasileiro) ou Polónia (português europeu) (em polonês/polaco:  Prezydent Rzeczypospolitej Polskiej) é o chefe de Estado da Polônia. Seus direitos e obrigações são determinados pela Constituição da Polônia, mais especificamente no capítulo 5.
O presidente da república é o representante supremo da Polônia na arena internacional; tem autoridade executiva e a prerrogativa de dissolver o parlamento em certos casos.
Embora o chefe de Estado polonês seja comumente designado em outros idiomas como "presidente da Polônia", no idioma polonês ele é sempre designado oficialmente como Presidente da República da Polônia (Prezydent Rzeczypospolitej Polskiej, ou Prezydent RP) ou, menos comumente, pela forma Presidente da República (Prezydent Rzeczypospolitej), porém nunca como "Presidente da Polônia" (Prezydent Polski).